# Goran Gogić
Goran Gogić (Servisch: Горан Гогић) (Vrbas, 24 april 1986 – Qingdao, 3 juli 2015) was een Servisch voetballer. 
De verdedigende middenvelder begon zijn carrière bij toenmalig Servisch tweedeklasser FK Jedinstvo Ub. Toen deze club in 2006 degradeerde naar de derde klasse trok hij naar FK Čukarički Stankom. Een seizoen later maakte Gogić de overstap naar de hoogste divisie door een contract te tekenen bij FK Napredak Kruševac. Na passages bij FK Javor Ivanjica en FK Jagodina, waar hij de Servische voetbalbeker won, belandde hij in 2013 bij Rode Ster Belgrado. Tijdens zijn eerste seizoen bij Rode Ster won de club het landskampioenschap. Begin 2015 trok hij samen met teamgenoot Đorđe Rakić naar de Chinese tweedeklasser Qingdao Hainiu FC. 
Na de avondtraining op 3 juli 2015 van Qingdao zakte Gogić in elkaar in de spelersbus en overleed ten gevolge van hartfalen.